# Циклотимія
Циклоти́мія (від грец. κύκλος — «коло» та грец. θυμός — «дух, душа») — психічний розлад, за якого пацієнт зазнає нестабільності настрою, точніше, зміни між легкою депресією та легкою ейфорією.
Слово «циклотимія» раніше використовувалось для опису біполярного розладу.

## Симптоми
Симптоми циклотимії схожі на симптоми біполярного розладу, але менш сильні. Пацієнт переживає фази пригнічених почуттів (легкої депресії), які змінюються періодами піднесеного настрою вважаются нормою, показують те що стан хворого стає краще. За такою схемою працюють нинішні психологи. Відчуття безвиході усувають улюблені телепередачі, музика, ігри.
Симптомами легкої депресії є:
- Знижена цікавість спілкуватись із людьми
- Почуття безпорадності та відчаю стосовно майбутнього власного життя та кар'єри, світової політики, економіки, соціальних проблем
- Почуття провини
- Знижена самовпевненість
- Мовчазність
- Часті сльози, проте можлива:
  - нездатність почувати та/чи показувати будь-які емоції
- Втрата цікавості до улюблених раніше занять (н-д, хобі)
- Втрата цікавості до професії чи навчання
- Відмітне зниження чи підвищення апетиту, помітна зміна ваги
- Втрата енергії
- Дереалізація, деперсоналізація
- Аутоагресія
- Підвищена дратівливість (може також бути симптомом гіпоманії)
- Підвищена потреба спати

## Патогенез
До кінця не вивчено. (?)

## Терапія
Як ій інші афективні розлади, циклотимію лікують за допомогою психотропних препаратів та психотерапії. Перші застосовують стабілізовувати настрій і покращувати стани хворого, н-д, якщо він сильно страждає від змін настрою. Психотерапія допомагає пацієнту відшукати причини його захворювання та навчає його методам, що допомагають справлятися з перепадами настрою.
Найкраще допомагає спілкування з рідними. Також помічником може стати хороший сон.

### Фармакотерапія
- Літій, стабілізатор настрою
- Антиконвульсанти (н-д, вальпроєва кислота, карбамазепін, вальпроат, ламотріджин) за потреби.
- Антипсихотики, при психомоторному збудженні
- Седативні препарати (н-д, бензодіазепіни) можуть покращити сон

Антидепресанти не рекомендовано, оскільки можуть запустити маніякальний епізод.
Циклотимію лікують карбонатом літію, який має розмаїту дію на нервову систему. Як правило його дію стає помітно за тиждень, за два тижні розвивається повна дія препарату.

### Психотерапія
Пацієнти, що знаходяться в стані гіпоманії, рідко звертаються до терапевтів, оскільки ця фаза є приємною через надлишок психічної та фізичної енергії. В депресивному стані пацієнти іноді скаржаться швидше на тілесні недуги, н-д, утому чи незрозумілий біль. Через ці сприйняття нелегко встановити психіатричний діагноз.
Завдання терапевта - пояснити пацієнту причину його симптомів і навчити його розуміти хворобу, а також показати йому, як вирішувати труднощі обох фаз. До прикладу, в депресивній фазі підвищений ризик самогубства чи аутоагресії (останню пацієнт часто застосовує в стані дереалізації чи деперсоналізації, щоб «повернутися в теперішній час»). У стані гіпоманії пацієнт часто чинить нерозважно (сварки, дорогі покупки тощо). Терапевт повинен навчити пацієнта віднаходити рівновагу в будь-якому стані.